# Botkuny
Botkuny (Duits: Buttkuhnen; 1938-1945: Bodenhausen) is een plaats in het Poolse woiwodschap Ermland-Mazurië, in het district Gołdapski. De plaats maakt deel uit van de stad- en landgemeente Gołdap.

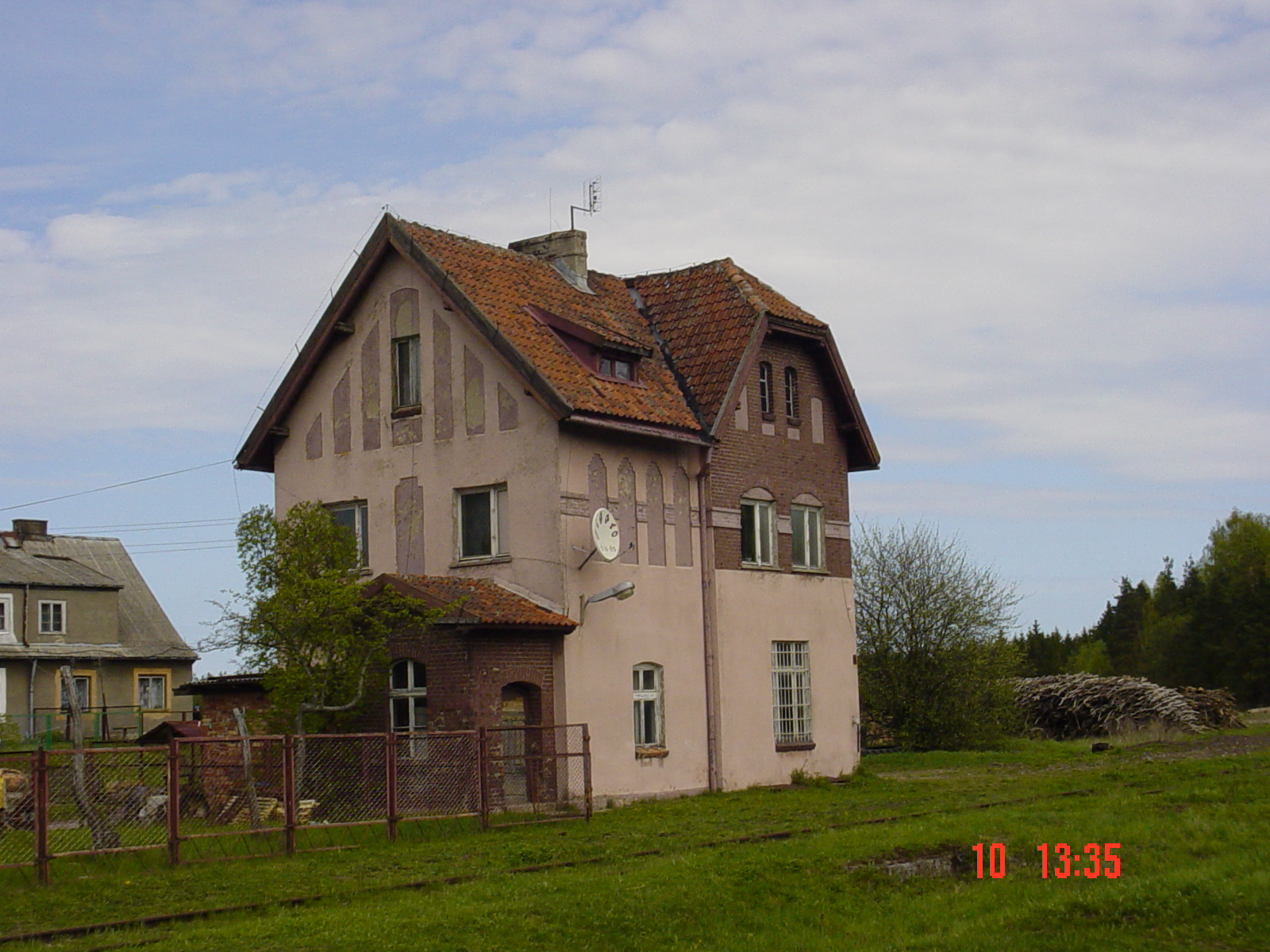
Spoorwegstation Botkuny